# Koo Mei
Koo Mei (1934) (jiaxiang: Jiangsu, Suzhou) was een populaire zangeres in de jaren vijftig van Hongkong. Ze werd geboren als Koo Kar-Lei/顾嘉弥. Gu Mei is de zus van de bekende schrijver Koo Kar-Fai/顾嘉辉. Haar populairste lied is Bu liao qing/不了情
Tegenwoordig houdt ze zich bezig met Chinees penseelschilderen. In 2006 organiseerde ze een tentoonstelling van haar schilderijen.